# Грмуше
Грмуше или грмуше Старог света (лат. Sylviidae) су породица птица певачица, која укључује 70 врста сврстаних у 20 родова. Насељавају континенте Старог света Европу, Азију и Африку, али их има и на западној обали Северне Америке, која је континент Новог света.

## Таксономија и систематика
Научно име Sylviidae је сковао енглески зоолог Вилијам Елфорд Лич и објавио 1820. у водичу Британског музеја. Ранијих година, ова породица је укључивала више од 400 врста сврстаних у више од 70 родова. Захваљујући новим информацијама, до којих се дошло анализама ДНК, дошло је до напретка у класификацији, те је већи број нових породица признат и издвојен из породице грмуша. Данас постоје докази, да су грмуше сродније брбљушама (Timaliidae), него многим породицама које су данас признате као посебне, а раније су сматране делом породице грмуша.

### Класификација
Породица укључује 70 врста сврстаних у 20 родова:
- Род Myzornis[8]
  - Myzornis pyrrhoura;[9]
- Род Parophasma
  - Parophasma galinieri;
- Род Pseudoalcippe:
  - Pseudoalcippe abyssinica;
  - Pseudoalcippe atriceps;
- Род Horizorhinus:
  - Horizorhinus dohrni;
- Род Lioptilus
  - Lioptilus nigricapillus;
- Род Sylvia:
  - Sylvia atricapilla;
  - Sylvia borin;
  - Sylvia nisoria;
  - Sylvia curruca;
  - Sylvia minula;
  - Sylvia althaea;
  - Sylvia hortensis;
  - Sylvia crassirostris;
  - Sylvia leucomelaena;
  - Sylvia nana;
  - Sylvia deserti;
  - Sylvia communis;
  - Sylvia undata;
  - Sylvia sarda;
  - Sylvia balearica;
  - Sylvia deserticola;
  - Sylvia conspicillata;
  - Sylvia cantillans;
  - Sylvia subalpina;
  - Sylvia melanocephala;
  - Sylvia mystacea;
  - Sylvia ruppeli;
  - Sylvia melanothorax;
  - Sylvia buryi;
  - Sylvia lugens;
  - Sylvia boehmi;
  - Sylvia subcaerulea;
  - Sylvia layardi;
- Род Lioparus:
  - Lioparus chrysotis;
- Род Moupinia
  - Moupinia poecilotis;
- Род Fulvetta:
  - Fulvetta vinipectus;
  - Fulvetta striaticollis;
  - Fulvetta ruficapilla;
  - Fulvetta danisi;
  - Fulvetta ludlowi;
  - Fulvetta cinereiceps;
  - Fulvetta manipurensis;
  - Fulvetta formosana;
- Род Chrysomma:
  - Chrysomma sinense;
  - Chrysomma altirostre;
- Род Rhopophilus:
  - Rhopophilus pekinensis;
  - Rhopophilus albosuperciliaris;
- Род Chamaea:
  - Chamaea fasciata;
- Род Conostoma:
  - Conostoma oemodium;
- Род Cholornis: 
  - Cholornis paradoxus;
  - Cholornis unicolor;
- Род Sinosuthora:
  - Sinosuthora conspicillata;
  - Sinosuthora webbiana;
  - Sinosuthora alphonsiana;
  - Sinosuthora brunnea;
  - Sinosuthora zappeyi;
  - Sinosuthora przewalskii;
- Род Suthora:
  - Suthora fulvifrons;
  - Suthora nipalensis;
  - Suthora verreauxi;
- Род Neosuthora
  - Neosuthora davidiana;
- Род Chleuasicus:
  - Chleuasicus atrosuperciliaris;
- Род Psittiparus:
  - Psittiparus ruficeps;
  - Psittiparus bakeri;
  - Psittiparus gularis;
  - Psittiparus margaritae;
- Род Paradoxornis:
  - Paradoxornis flavirostris;
  - Paradoxornis guttaticollis;
  - Paradoxornis heudei.